# Совиноголовка синеголовая
Совиноголовка синеголовая (лат. Diloba caeruleocephala) — ночная бабочка из семейства совок. Распространена в Палеарктике.

## Описание
Бабочка летает позднею осенью (сентябрь, октябрь). Передние крылья фиолетово-бурые с двумя чёрными поперечными линиями. Слитые между собой почковидное и круглое пятно — зеленовато-жёлтые. Задние крылья светло-серые. Усики самца пильчатые. Размах крыльев 3,5—4,5 см. 
Гусеница в мае и июне — голубовато- или зеленовато-белая с тремя желтоватыми продольными полосками, мелкими чёрными бородавками, усаженными щетинками, и с голубой головой. Кроме фруктовых деревьев объедают листья тёрна, боярышника, липы, лещины и дуба. Окукливается на стволах и ветвях в пергаментообразном коконе. Зимует в виде яиц, откладываемых бабочкой позднею осенью поодиночке на ветви. 
Для уничтожения собирают гусениц и коконы. Особенно активно гусениц совиноголовки истребляют воробьи и зяблики.